# Machanka
Machanka é um prato típico da culinária da Bielorrússia e Ucrânia, em que começa por se fritar carne de porco, depois se deixa estufar com caldo de carne e finalmente se mistura com um creme de farinha com nata azeda.  Nalgumas receitas, o preparado coloca-se no forno para terminar a cozedura. 
Para além de cebola e sal, o tempero principal deste prato é o louro, embora a pimenta preta seja igualmente popular. Para além da carne, que pode ser de diferentes cortes, a preparação leva também salsichas que, numas receitas são frescas, noutras curadas. Normalmente, este prato é servido com draniki.